# Танака, Атому
Атому Танака (яп. 田中 亜土夢 Танака Атому, род. 4 октября 1987, Ниигата) — японский футболист, полузащитник.

## Карьера

### Клубная карьера
Во взрослом футболе дебютировал в ноябре 2005 года в клубе «Альбирекс Ниигата» в выездном матче чемпионата Японии против клуба «Нагоя Грампус». В 2006 году он официально подписал контракт с командой, а 5 марта того же года появился на поле в матче против клуба «Кавасаки Фронтале». Свой первый гол Танака забил 8 апреля 2006 года в ворота клуба «Ванфоре Кофу».
В 2015 году перешёл в финский клуб «ХИК», а уже 12 апреля того же года отметился первым забитым мячом в матче чемпионата Финляндии против клуба «РоПС». В 2015 и 2016 годах он дважды признавался лучшим игроком Финской лиги.
25 октября 2017 года Танака объявил, что покинет команду в конце текущего сезона, а уже в 2018 году стал выступать за японский клуб «Сересо Осака», проведя значительную часть времени в его резервном составе. 3 марта 2020 года Танака вернулся в «ХИК», оставаясь в команде до декабря 2024 года.
В январе 2025 года Танака подписал контракт с другим финским клубом «КТП».

### Карьера в молодёжной сборной
В 2006 году дебютировал в официальных матчах в составе национальной сборной Японии до 20 лет, вместе с которой участвовал в молодёжном чемпионате Азии 2006 года и чемпионате мира среди молодёжных команд до 20 лет 2007 года, где отметился одним забитым мячом.

## Личная жизнь
Танака называет себя фанатом финской культуры, а также ведёт блог о финской сауне на японском языке. Кроме того, он нередко называет Хельсинки своей второй родиной.

## Достижения
«ХИК»
- Чемпион Финляндии: 2017, 2020, 2021, 2022, 2023
- Обладатель Кубка Финляндии: 2016/17, 2019/20
- Обладатель Кубка Финской лиги: 2023